# Pablo R. Tecson
Pablo R. Tecson (Orani, 26 juni 1861 - ? ) was een Filipijns jurist en politicus. Tecson is een neef van Pablo O. Tecson. Beiden waren aanwezig op het Malolos Congres.

## Biografie
Pablo Tecson werd geboren op 26 juni 1861 in Orani in de Filipijnse provincie Bataan. Hij studeerde aan het Colegio de San Juan de Letran en studeerde daarna rechten aan de University of Santo Tomas, waar hij in 1889 afstudeerde. Kort na zijn studie werd hij benoemd tot openbaar aanklager van Zambales. Later was hij tot 1895 openbaar aanklager van Nueva Vizcaya en Camarines Sur. Tevens was hij werkzaam als fiscaal jurist in Manilla en bij het kadaster van Nueva Caceres en Nueva Ecija. 
Bij het begin van de Filipijnse revolutie werd hij opgepakt en gevangengezet, vanwege zijn nationalistische ideeën. Later kwam hij vrij. Bij het Malolos Congres was een van secretarissen en zorgde met zijn beslissende stem voor een scheiding van staat en religie in de Filipijnse Grondwet van de Eerste Filipijnse Republiek.
In 1912 werd Tecson gekozen in het Filipijns Assemblee als afgevaardigde van de provincie Bataan. Deze positie bekleedde hij tot 1916.